# Kaple svaté Trojice (Zlaté Hory)
Kaple svaté Trojice (dříve Sensenkapelle) se nachází na jižním předměstí Zlatých Hor v okrese Jeseník. Ministerstvem kultury České republiky byla v roce 1992 prohlášena kulturní památkou ČR.

## Historie
Ve Zlatých Horách v roce 1633 řádila morová epidemie. Oběti moru byly pohřbívány daleko mimo město v místě, kde stál morový sloup. Morový sloup byl zbořen, když epidemie skončila, a na jeho místě byla postavena morová kaplička. V roce 1930 byla kaple poškozena podmáčením, proto ji nechal Zlatohorský děkan V. Brauner přestavět. Kaple byla rekonstruována v letech 2004–2008.  

## Popis

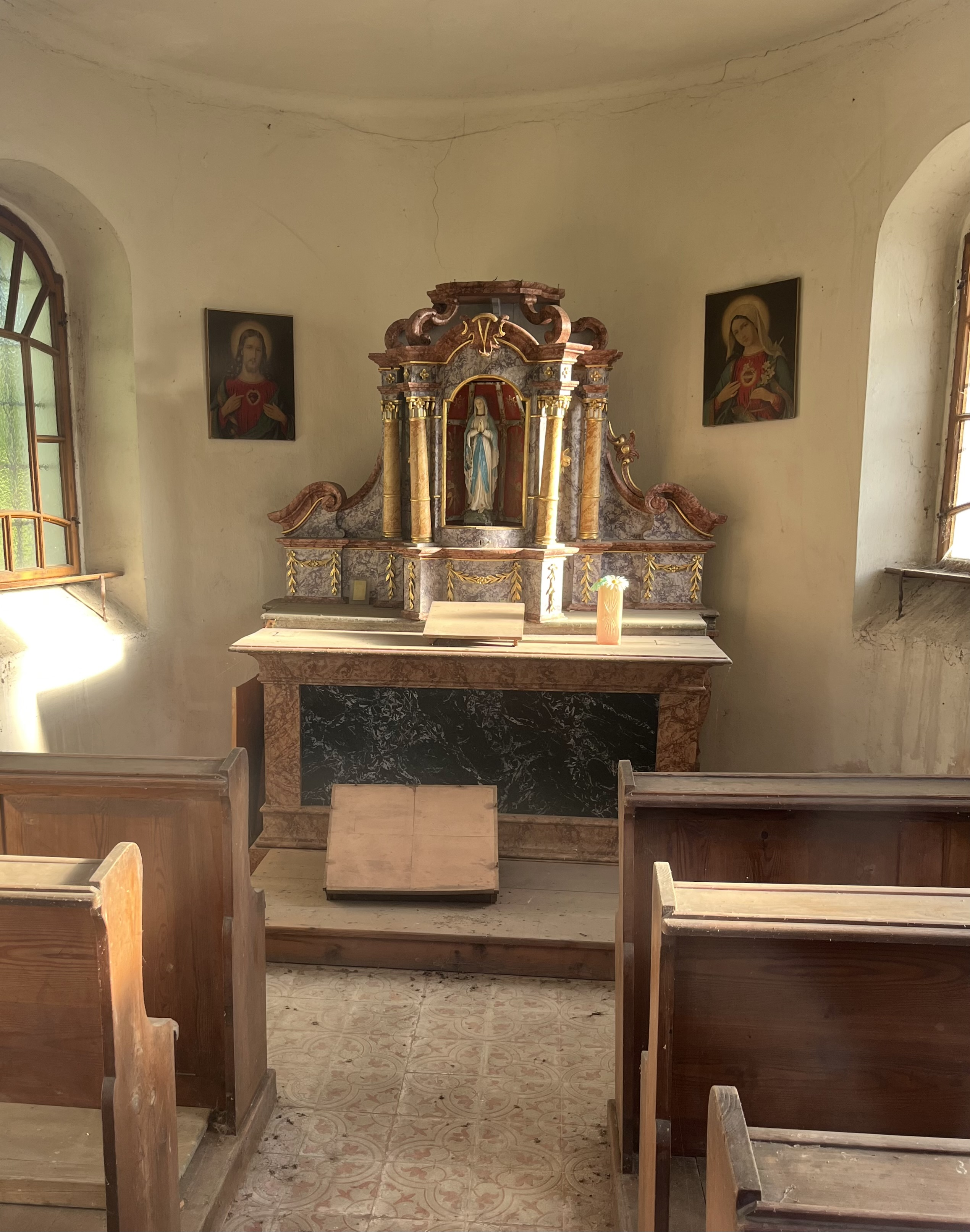
Interiér kaple.

Kaple je samostatně stojící drobná zděná omítaná jednolodní stavba na půdorysu obdélníku s barokními prvky. Je uzavřena půlkruhovým závěrem a krytá sedlovou střechou s polygonální věžičkou s lucernou. Okapové stěny mají po jednom obdélném odsazeném okně v plochých šambránách. Fasáda je členěna lizénami a korunní římsou. Vstupní průčelí, které zakončeno volutovým štítem, je prolomen vstup se stlačeným obloukem zakončeným klenákem a s dřevěnými dvoukřídlými dveřmi. 